# Gare de Pont-du-Château
La gare de Pont-du-Château est une gare ferroviaire française de la ligne de Clermont-Ferrand à Saint-Just-sur-Loire, située sur le territoire commune de Pont-du-Château dans le département du Puy-de-Dôme, en région Auvergne-Rhône-Alpes.
C'est une halte de la Société nationale des chemins de fer français (SNCF) desservie par des trains TER Auvergne-Rhône-Alpes.

## Situation ferroviaire
La gare de Pont-du-Château est située au point kilométrique (PK) 11,095 de la ligne de Clermont-Ferrand à Saint-Just-sur-Loire, entre les gares d'Aulnat-Aéroport et de Vertaizon (s'intercale la gare de Pont-du-Château (FRET) côté Vertaizon). Elle remplace l'ancienne gare qui était située au PK 12,289 (P.N. 8). Son altitude est de 325 mètres (328 mètres pour l'ancienne).

## Histoire
Le quai de la halte a été aménagé pour les personnes à mobilité réduite en 2011, à la suite de la mise en service de la halte d'Aulnat-Aéroport et en vue de l'arrivée des nouveaux trains Régiolis.

## Service des voyageurs

### Accueil
Halte SNCF, c'est un point d'arrêt non géré (PANG) à entrée libre. Elle est équipée d'automates pour l'achat de titres de transport TER.

### Desserte
Pont-du-Château est desservie par les trains TER Auvergne-Rhône-Alpes reliant les gares de Clermont-Ferrand et de Thiers.
Au service d'été 2016 (horaires du 11 juillet au 28 août 2016), aucune circulation ferroviaire ne dépasse la gare de Thiers. Toutefois, un seul autocar relie Clermont-Ferrand et Saint-Étienne en s'arrêtant à Pont-du-Château.

### Intermodalité
Elle est située à 500 mètres du centre-ville. À 1 300 mètres un arrêt de bus du réseau T2C est desservi par la ligne 36.
Un parc pour les vélos et un parking pour les véhicules ont été aménagés.

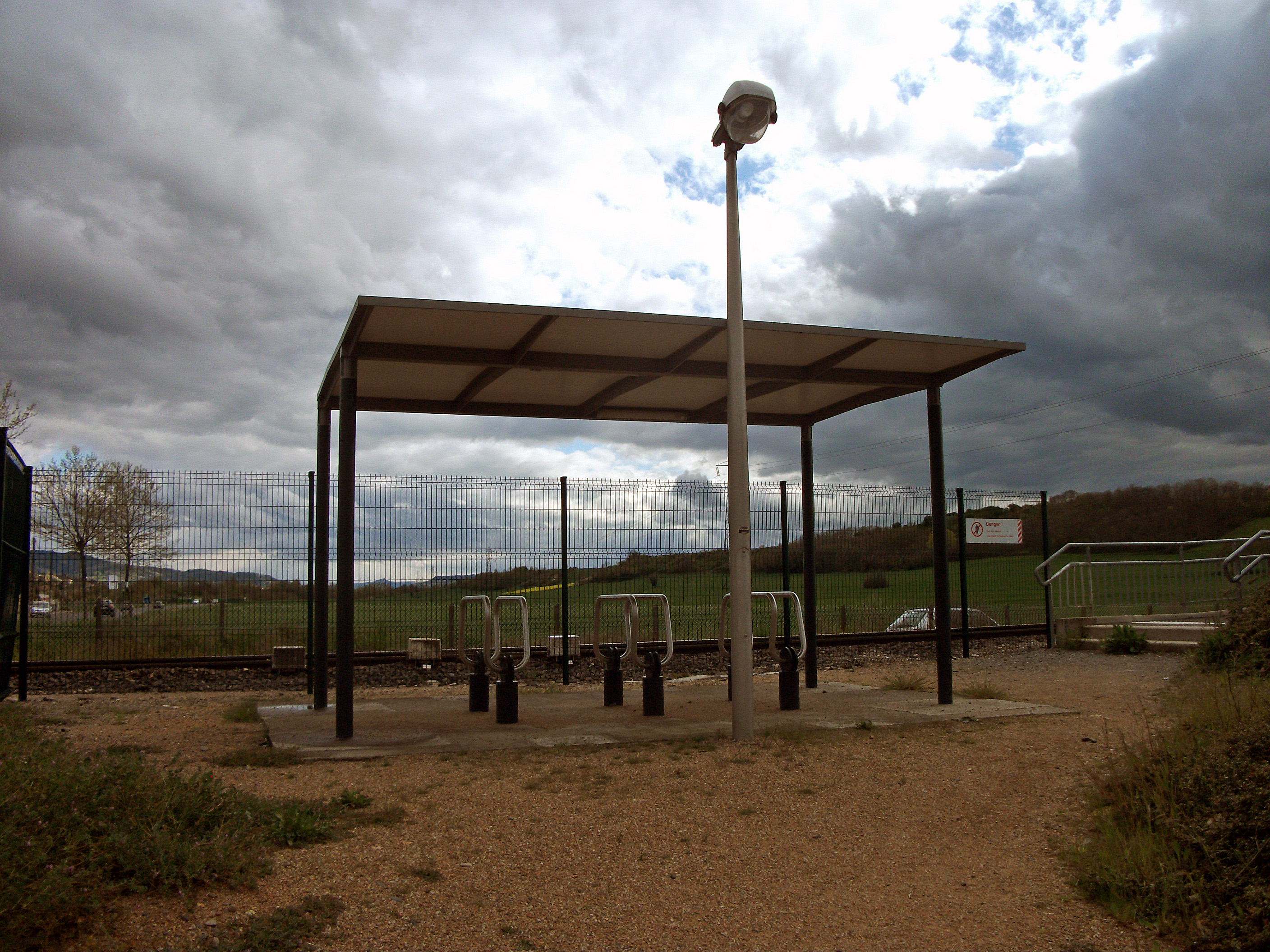
Abri à vélos.